# Ligne de tramway de Bonpertuis au Pont-de-Beauvoisin
La ligne de Bonpertuis au Pont-de-Beauvoisin est une ancienne ligne de tramway du réseau des Tramways de l'Ouest du Dauphiné (TOD).

## Histoire
La ligne est mise en service le 15 décembre 1909 entre Bonpertuis et Le Pont-de-Beauvoisin (sur une longueur de 26 km) en passant par Chirens, Massieu, Saint-Bueil et Saint-Albin-de-Vaulserre, elle est construite à l'écartement métrique. Elle est fermée le 1er juillet 1927.

## Infrastructure
Au terminus de Bonpertuis où elle donne correspondance à la ligne de tramway de Vienne à Charavines et Voiron, elle dispose d'un bâtiment voyageurs et d'un dépôt.